# Bichl (stacja kolejowa)
Bichl (niem: Bahnhof Bichl) – stacja kolejowa w Bichl, w kraju związkowym Bawaria, w Niemczech. Znajduje się na linii Kochelseebahn. Ponadto stacja stanowi dawny punkt końcowy linii Isartalbahn, która prowadziła z Monachium przez Wolfratshausen do Bichl i została zamknięta na odcinku Wolfratshausen-Bichl. Stacja jest obsługiwana codziennie przez około 40 pociągów pasażerskich Deutsche Bahn. Według DB Station&Service ma kategorię 6. 

## Linie kolejowe
- Linia Kochelseebahn
- Linia Isartalbahn

## Połączenia
| Linia | Trasa                                                     | Takt                                   |
| ----- | --------------------------------------------------------- | -------------------------------------- |
| RB    | München – Starnberg – Tutzing – Penzberg – Bichl – Kochel | godzinny                               |
| RB    | Tutzing – Penzberg – Bichl – Kochel                       | pojedyncze pociągi w godzinach szczytu |